# Kiersey Clemons
Kiersey Clemons, née le 17 décembre 1993 à Pensacola, en Floride, est une actrice et chanteuse américaine.
Révélée dans la comédie dramatique Dope (2015), elle se fait également connaître, à la télévision, en jouant des rôles réguliers dans les séries télévisées Transparent (2014-2015), Extant (2015) et Angie Tribeca (2018).
Elle poursuit cette percée, au cinéma, avec la comédie Nos pires voisins 2 (2016), le drame Liaisons à New York (2017) et le film de science-fiction L'Expérience interdite : Flatliners (2017).

## Biographie

### Enfance et formation
Fille d'un afro-américain et d'une mère blanche, elle grandit d'abord à Pensacola, en Floride, puis déménage à Redondo Beach (Californie). Plongée dans la créativité, dès son enfance, elle se passionne pour le chant, la mode et les spectacles.
Elle a été victime de racisme durant sa jeunesse mais minimise l'impact que cela a pu avoir sur son développement personnel.
Elle se fait remarquer par une agence, à 16 ans, et débute alors rapidement une carrière dans le milieu du divertissement, bien qu'elle soit réticente à prendre des cours de comédie.

### Carrière
Parallèlement à ses cours de comédie, elle commence sa carrière en jouant dans la série télévisée Shake It Up, destinée à un jeune public et diffusée sur le réseau Disney Channel, en 2010. Il s'ensuit d'autres interventions mineures, à la télévision, dans des séries comme Bonne chance Charlie, Les Experts et Austin et Ally.
En 2014, toujours en collaboration avec Disney Channel, elle décroche l'un des premiers rôles du téléfilm comique Cloud 9 aux côtés de Dove Cameron et Luke Benward. Cette même année, elle signe pour un rôle récurrent dans la série télévisée dramatique, acclamée par la critique, Transparent, ce qui la fait connaître et lui permet d'accéder à des projets d'envergure. Son interprétation lui vaut une citation pour le Young Artist Awards de la meilleure interprétation par une jeune actrice dans une série télévisée. La même année, elle figure également dans le clip vidéo Smartphone du chanteur Trey Songz.
En 2015, elle enchaîne avec deux épisodes de la série New Girl puis rejoint la deuxième saison de la série de science-fiction Extant, produite par Steven Spielberg et portée par l'oscarisée Halle Berry qu'elle admire.
Cette nouvelle visibilité lui permet de décrocher son premier rôle majeur, au cinéma, pour le drame Dope de Rick Famuyiwa. Sorti en 2015, le film, produit par la société de l'acteur Forest Whitaker, est un succès critique, il remporte, entre autres, le prix du public lors du Festival du cinéma américain de Deauville. Clemons est considérée comme l'une des révélations de ce long métrage, elle remporte le Black Reel Awards de la révélation féminine de l'année.
Cette année-là, elle apparaît dans le clip vidéo Til It Happens to You de la chanteuse Lady Gaga.
Elle est ensuite choisie pour incarner le personnage d'Iris West dans le film centré sur le personnage de Flash mais le projet est finalement retardé à la suite du départ du réalisateur Rick Famuyiwa pour différents artistiques. Elle conserve finalement ce rôle qui intervient dans le film Justice League (2017), mais ses scènes ont été coupées au montage,.
Entre 2016 et 2017, elle joue dans trois épisodes de la série télévisée Easy, diffusée sur la plateforme Netflix.
Au cinéma, après un second rôle dans la comédie exposée Nos pires voisins 2, elle décroche un rôle dans le drame Liaisons à New York aux côtés d'une valeur montante du cinéma Callum Turner et d'acteurs populaires tels Kate Beckinsale, Jeff Bridges et Pierce Brosnan. Ensuite, elle obtient l'un des premiers rôles du film de science-fiction L'Expérience interdite : Flatliners donnant la réplique à Elliot Page et Nina Dobrev. Réalisé par Niels Arden Oplev et sorti en fin d'année 2017, il s'agit d'un remake de L'Expérience interdite de Joel Schumacher sorti 1990.
Entre deux tournages de film, elle s'octroie une pause télévisuelle, en 2018, lorsqu'elle rejoint la quatrième saison de la série télévisée Angie Tribeca. Dans cette comédie policière aux côtés de Rashida Jones et Jere Burns, elle incarne une experte en technologie et en langues.
Considérée comme une actrice à suivre, elle est également annoncée au casting de l'adaptation en prise de vues réelles du Classique Disney, La Belle et le Clochard. Elle y joue le rôle de la propriétaire de Belle. Ce remake sort en exclusivité sur la plateforme Disney+.
En 2019, elle rejoint la distribution du téléfilm musical Rent aux côtés de Vanessa Hudgens, Jordan Fisher, mais aussi des chanteurs Mario et Tinashe ainsi que la drag queen Valentina, révélée dans l'émission RuPaul's Drag Race. Il s'agit d'un television special, partiellement diffusé et joué en live, diffusée le 27 janvier 2019 sur le réseau Fox. Il est adapté de la comédie musicale Rent de Jonathan Larson, l'un des plus célèbres spectacles de Broadway et également connu pour avoir révélé Idina Menzel.
Au cinéma, elle est la vedette du film d'horreur indépendant Sweetheart, présenté au Festival du film de Sundance 2019 et signe une performance saluée par la critique,

### Vie privée
Elle considère ses rôles dans les séries télévisées Transparent et Extant comme un réel tremplin dans sa carrière. Parmi ses inspirations, elle compte les actrices Halle Berry, Jennifer Lawrence et Shailene Woodley. Elle estime qu'il est important d'être active sur les réseaux sociaux, notamment Instagram et de véhiculer une image positive auprès de ses abonnés, pour se faire connaître auprès du grand public.

## Filmographie

### Cinéma

#### Courts métrages
- 2013 : Prom?! de Dylan Bell : Abby
- 2015 : Till It Happens to You de Catherine Hardwicke : Avery
- 2017 : Jellywolf d'Alma Har'el : Lyana
- 2020 : The Ball Method de Dagmawi Abebe : Alice Ball

#### Longs métrages
- 2015 : Dope de Rick Famuyiwa : Diggy
- 2016 : Nos pires voisins 2 de Nicholas Stoller : Beth
- 2017 : Liaisons à New York (The Only Living Boy in New York) de Marc Webb : Mimi Pastori
- 2017 : Justice League de Zack Snyder : Iris West (scènes coupées)
- 2017 : L'Expérience interdite : Flatliners (Flatliners) de Niels Arden Oplev : Sophia
- 2018 : Little Bitches de Nick Kreiss : Marisa
- 2018 : Hearts Beat Loud de Brett Haley : Sam Fisher
- 2018 : AN L.A. Minute de Daniel Adams : Velocity (également co productrice)
- 2019 : Sweetheart de J.D. Dillard : Jenn
- 2019 : La Belle et le Clochard (Lady and the Tramp) de Charlie Bean : Darling
- 2020 : Scooby ! (Scoob!) de Tony Cervone : Lili (Dee Dee Sykes en VO - voix originale)
- 2020 : Antebellum de Gerard Bush et Christopher Renz : Julia
- 2021 : Zack Snyder's Justice League : Iris West (caméo)
- 2022 : Asking For It de Eamon O'Rourke : Joey
- 2023 : The Flash d'Andrés Muschietti : Iris West
- 2023 : Somebody I Used To Know de  Dave Franco : Cassidy
- 2024 : Am I OK? de Tig Notaro et Stephanie Allynne : Brittany
- 2025 : For Worse de Amy Landecker : Maria

### Télévision

#### Téléfilms
- 2014 : Cloud 9 : L'Ultime figure de Paul Hoen : Skye Sailor
- 2017 : Michael Jackson's Halloween de Mark A.Z. Dippé et Kyung Ho Lee : Victoria (voix)
- 2019 : Rent de Michael Greif et Alex Rudzinski : Joanne Jefferson

#### Séries télévisées
- 2010 : Shake It Up : Danielle (saison 1, épisodes 6 et 7)
- 2011 : Bucket and Skinner's Epic Adventures : Summer (saison 1, épisode 9)
- 2011 : Good Luck Charlie : Alicia (saison 2, épisode 22)
- 2013 : CSI: Crime Scene Investigation : Gwen Onetta (saison 14, épisode 5)
- 2013 : Austin & Ally : Kira Starr (saisons 2 et 3, 8 épisodes)
- 2014 : What's Next for Sarah? : Oli (2 épisodes)
- 2014 - 2015 : Transparent : Bianca (saisons 1 et 2, 9 épisodes)
- 2015 : Eye Candy : Sophia Preston (rôle récurrent - saison 1, 8 épisodes)
- 2015 : New Girl : KC (saisons 4 et 5, 2 épisodes)
- 2015 : Comedy Bang! Bang! : la serveuse (1 épisode)
- 2015 : Extant : Lucy (rôle récurrent - saison 2, 11 épisodes)
- 2016 - 2017 / 2019 : Easy : Chase (saisons 1 et 2, 3 épisodes - saison 3, 1 épisode)
- 2018 : Angie Tribeca : Maria Charo (rôle récurrent - saison 4, 10 épisodes)
- 2019 : BoJack Horseman : Jameson H. (voix, 1 épisode)
- 2023 : Swarm : Rashida (1 épisode)
- 2023 : Monarch : Legacy of Monsters : May Olowe-Hewitt

#### Clips vidéo
- 2014 : Smartphone de Trey Songz
- 2015 : Til It Happens to You de Lady Gaga
- 2016 : Middle de DJ Snake feat. Bipolar Sunshine

## Distinctions
Sauf indication contraire ou complémentaire, les informations mentionnées dans cette section proviennent de la base de données IMDb.

### Récompenses
- Black Reel Awards 2016 : Révélation féminine pour Dope
- Festival international du film des Hamptons 2017 : Actrice à surveiller
- Austin Fantastic Fest 2019 : meilleure actrice pour Sweetheart

### Nominations
- Young Artist Awards 2015 : Meilleure interprétation par une jeune actrice dans une série télévisée pour Transparent
- Hollywood Music In Media Awards 2018 : Meilleure chanson originale dans un film indépendant pour Hearts Beat Loud, nomination partagée avec Keegan DeWitt pour le titre Hearts Beat Loud
- Fangoria Chainsaw Awards 2020 : meilleure actrice pour Sweetheart

## Voix francophones
En version française, Kiersey Clemons est doublée à cinq reprises par Ludivine Maffren, dans New Girl, Extant, Angie Tribeca, Zack Snyder's Justice League et The Flash. Parallèlement, Fily Keita lui prête sa voix dans Easy et La Belle et le Clochard, tout comme Zina Khakhoulia dans Nos pires voisins 2 et L'Expérience interdite : Flatliners et Aurélie Konaté dans Swarm et Monarch: Legacy of Monsters.
À titre exceptionnel, Mélissa Windal la double dans Transparent, Héléna Coppejans dans Liaisons à New York.
En version québécoise, l'actrice est doublée par Jessica Léveillée-Lemay dans  Les voisins 2 : La hausse de la sororite et par Marilou Morin dans Lignes interdites.